# Viktor Kornijenko
Viktor Valerijovytsj Kornijenko (Oekraïens: Віктор Валерійович Корнієнко; Poltava, 14 februari 1999) is een Oekraïens voetballer die doorgaans speelt als linksback. In september 2020 debuteerde hij voor Sjachtar Donetsk.

## Clubcarrière
Kornijenko speelde in de jeugd van Vorskla Poltava en ging in 2012 naar FK Marioepol, waar hij behoudens een klein uitstapje naar Ternopil speelde tot 2016. In dat jaar nam Sjachtar Donetsk de verdediger over. In de zomer van 2019 nam zijn oude jeugdclub FK Marioepol hem op huurbasis over voor één seizoen. Bij deze club maakte hij zijn professionele debuut, op 11 augustus 2019. Op die dag werd in de Premjer Liha met 1–1 gelijkgespeeld op bezoek bij Karpaty Lviv. Marioepol kwam op voorsprong door een doelpunt van Dmytro Topalov, waarna Frane Vojković voor de gelijkmaker zorgde. Kornijenko mocht van coach Oleksandr Babytsj in de basis beginnen en werd twintig minuten na rust gewisseld ten faveure van Pavlo Polehenko. Zijn eerste doelpunt maakte hij op 28 juni 2020, toen hij tegen Dnipro-1 de score opende. Oleksij Kasjtsjoek verdubbelde later de voorsprong, waarna een benutte strafschop van Oleksij Choblenko de score bepaalde op 2–1. Na een seizoen keerde Kornijenko weer terug bij Sjachtar, waar hij eind oktober 2020 een nieuw contract tekende, tot aan de zomer van 2025. In augustus 2022 scheurde hij zijn voorste kruisband, waardoor hij de rest van het seizoen aan zich voorbij moest laten gaan. Na zijn terugkeer na de blessure verhuurde Sjachtar de verdediger voor een seizoen aan Vorskla Poltava. Aan het einde van het seizoen 2023/24 werd de verhuurperiode met een jaar verlengd. Eind 2024 keerde hij terug naar Sjachtar.

## Clubstatistieken
| Seizoen | Club              | Competitie   | Competitie | Competitie | Beker | Beker | Internationaal | Internationaal | Totaal | Totaal |
| Seizoen | Club              | Competitie   | Wed.       | Dlp.       | Wed.  | Dlp.  | Wed.           | Dlp.           | Wed.   | Dlp.   |
| ------- | ----------------- | ------------ | ---------- | ---------- | ----- | ----- | -------------- | -------------- | ------ | ------ |
| 2018/19 | Sjachtar Donetsk  | Premjer Liha | 0          | 0          | 0     | 0     | 0              | 0              | 0      | 0      |
| 2019/20 | → FK Marioepol    | Premjer Liha | 19         | 1          | 3     | 0     | 1              | 0              | 23     | 1      |
| 2020/21 | Sjachtar Donetsk  | Premjer Liha | 11         | 0          | 1     | 0     | 4              | 0              | 16     | 0      |
| 2021/22 | Sjachtar Donetsk  | Premjer Liha | 10         | 1          | 1     | 0     | 2              | 0              | 13     | 1      |
| 2022/23 | Sjachtar Donetsk  | Premjer Liha | 1          | 0          | 0     | 0     | 0              | 0              | 1      | 0      |
| 2023/24 | → Vorskla Poltava | Premjer Liha | 19         | 1          | 3     | 0     | —              | —              | 22     | 1      |
| 2024/25 | → Vorskla Poltava | Premjer Liha | 8          | 1          | 1     | 0     | —              | —              | 9      | 1      |
| Totaal  | Totaal            | Totaal       | 68         | 4          | 9     | 0     | 7              | 0              | 84     | 4      |

Bijgewerkt op 12 maart 2025.

## Interlandcarrière
Kornijenko werd in april 2021 door bondscoach Andrij Sjevtsjenko opgenomen in de voorselectie van het Oekraïens voetbalelftal voor het uitgestelde EK 2020. Op dat moment had hij nog geen interlands achter zijn naam staan. In de uiteindelijke selectie werd hij niet opgenomen. Zijn debuut in de nationale ploeg kwam op 8 september 2021, toen hij in een vriendschappelijke wedstrijd tegen Tsjechië van bondscoach Oleksandr Petrakov in de basis mocht beginnen. Hij opende na zevenentwintig minuten de score in deze interland. Door een treffer van Matěj Vydra werd het uiteindelijk 1–1. De andere Oekraïense debutanten dit duel waren Taras Katsjaraba (Slavia Praag), Oleksandr Syrota (Dynamo Kyiv), Serhij Boeletsa en Vladyslav Kotsjerhin (beiden Zorja Loehansk).
| Interlands van Viktor Kornijenko voor Oekraïne | Interlands van Viktor Kornijenko voor Oekraïne | Interlands van Viktor Kornijenko voor Oekraïne | Interlands van Viktor Kornijenko voor Oekraïne | Interlands van Viktor Kornijenko voor Oekraïne | Interlands van Viktor Kornijenko voor Oekraïne |
| №                                              | Datum                                          | Wedstrijd                                      | Uitslag                                        | Competitie                                     | Goals                                          |
| Als speler bij Sjachtar Donetsk                | Als speler bij Sjachtar Donetsk                | Als speler bij Sjachtar Donetsk                | Als speler bij Sjachtar Donetsk                | Als speler bij Sjachtar Donetsk                | Als speler bij Sjachtar Donetsk                |
| ---------------------------------------------- | ---------------------------------------------- | ---------------------------------------------- | ---------------------------------------------- | ---------------------------------------------- | ---------------------------------------------- |
| 1                                              | 8 september 2021                               | Tsjechië – Oekraïne                            | 1 – 1                                          | Vriendschappelijk                              | 27'                                            |
| 2                                              | 9 oktober 2021                                 | Finland – Oekraïne                             | 1 – 2                                          | WK 2022 kwalificatie                           |                                                |

Bijgewerkt op 12 maart 2025.

## Erelijst
| Premjer Liha           | 2 | 2021/22, 2022/23 |
| Soeperkoebok Oekrajiny | 1 | 2021             |